# Martin Hussingtree
Martin Hussingtree – wieś w Anglii, w hrabstwie Worcestershire, w dystrykcie Wychavon. Leży 7 km na północny wschód od miasta Worcester i 163 km na północny zachód od Londynu.